# Андреев, Владимир Алексеевич
Влади́мир Алексе́евич Андре́ев (27 августа 1930, Москва — 29 августа 2020, Москва) — советский и российский актёр, театральный режиссёр, педагог, президент Московского драматического театра имени М. Н. Ермоловой с 2012 года до конца жизни; народный артист СССР (1985). Лауреат Государственной премии РСФСР имени К. С. Станиславского (1980). Полный кавалер ордена «За заслуги перед Отечеством».

## Биография
Родился 27 августа (по другим источникам — 26 августа) 1930 года в Москве.
К поступлению в театральное учебное заведение готовился у актрисы Малого театра В. Н. Рыжовой. В 1952 году окончил актёрский факультет ГИТИСа (ныне Российский институт театрального искусства — ГИТИС) (Москва) (курс А. М. Лобанова и А. А. Гончарова).
В 1952—1970 годах — актёр, в 1970—1985 — главный режиссёр, в 1990—2012 — художественный руководитель, с 2012 до конца жизни — президент Московского драматического театра имени М. Н. Ермоловой.
В 1985—1988 годах — главный режиссёр Малого театра (Москва).
В 1988—1990 годах — организатор, главный режиссёр и художественный руководитель Театра-студии «Тест», где среди других спектаклей поставил «Лев зимой» по пьесе Дж. Голдмена и исполнил в нём роль Генри II.
Преподавал в Российском институте театрального искусства — ГИТИСе, являлся художественным руководителем курса, с 1972 года был заведующим кафедрой актёрского мастерства, с 1978 года был также профессором кафедры режиссуры. Его учениками были известные актёры Кристина Орбакайте, Виктор Евграфов, Николай Токарев, Елена Яковлева, Виктор Раков, Борис Миронов, Борис Дергун, Сергей Бирюлин, Арсений Ковальский, Анна Уколова, Евгений Каменькович и другие.
Написал ряд статей по теории и практике актёрского мастерства, очерки воспоминаний о творчестве, учителях, театре и кино.
Являлся академиком Академии гуманитарных наук (1995) и действительным членом Международной академии театра (2000).
Был членом КПСС с 1962 года. Более 80 лет являлся болельщиком московского клуба «Спартак».

### Семья
Первая жена — учёный-биолог.
- Дочь — Ольга Владимировна Басова (род. 1959), окончила МГПИЯ им. М. Тореза, старший преподаватель в МГИМО. Зять — Владимир Басов (род. 1959), актёр, кинорежиссёр, сценарист, продюсер, заслуженный деятель искусств РФ.
  - Внучка — Ксения Басова-Касаткина (род. 1983), окончила школу-студию (училище) при Государственном академическом ансамбле народного танца имени Игоря Моисеева, РАТИ—ГИТИС по специальности педагог-хореограф, артистка Государственного академического ансамбля народного танца имени Игоря Моисеева[5],
    - Правнук — Иван[источник не указан 1152 дня].

  - Внук — Иван Басов (род. 1984)[источник не указан 1152 дня].

Вторая жена — Наталья Сергеевна Архангельская (род. 1937), советская и российская актриса театра и кино, народная артистка РФ.
Третья жена — Наталья Игоревна Селезнёва (род. 1945), советская и российская актриса театра и кино, народная артистка РФ.
- Сын — Егор Владимирович Андреев (род. 1969), окончил МГИМО, дипломат (специалист-германист), кандидат исторических наук, действительный государственный советник РФ второго класса.
  - Внуки:
    - Алексей (род. 1995),
    - Елизавета (род. 2010),
    - Николай (род. 2011),
    - Владимир (род. 2021)[источник не указан 1152 дня].

### Смерть
В последние годы актёр страдал ишемической болезнью сердца.
Скончался 29 августа 2020 года на 91-м году жизни у себя на даче, спустя два дня после празднования своего 90-летия. 
Прощание состоялось в Москве, 2 сентября 2020 года в театре имени М. Н. Ермоловой. Похоронен на Троекуровском кладбище Москвы (1 уч.).

## Награды и звания
Почётные звания:
- Заслуженный артист РСФСР (1963) — за заслуги в области советского театрального искусства[7]
- Народный артист РСФСР (1972) — за заслуги в области советского театрального искусства[8]
- Народный артист Татарской АССР (1978)[9]
- Народный артист СССР (1985) — за большие заслуги в развитии советского театрального искусства[10][11]

Государственная премия:
- Государственная премия РСФСР имени К. С. Станиславского (1980) — за постановку спектаклей последних лет в МАДТ имени М. Н. Ермоловой и ГАМТ

Ордена и медали:
- орден «За заслуги перед Отечеством» I степени (2020) — за большой вклад в развитие отечественной культуры и искусства, многолетнюю плодотворную деятельность[12]
- орден «За заслуги перед Отечеством» II степени (2010) — за выдающийся вклад в развитие отечественного театрального искусства и многолетнюю педагогическую деятельность[13]
- орден «За заслуги перед Отечеством» III степени (2005) — за большой вклад в развитие отечественного театрального искусства и многолетнюю творческую деятельность[14]
- орден «За заслуги перед Отечеством» IV степени (1995) — за заслуги перед государством и многолетнюю плодотворную деятельность в области искусства и культуры[15]
- орден Почёта (2000) — за большие заслуги в развитии театрального искусства[16]
- орден Трудового Красного Знамени (1979) — за заслуги в подготовке и воспитании творческих кадров и в связи со 100-летием со дня основания Государственного института театрального искусства имени А. В. Луначарского[17]
- орден Дружбы народов (1991) — за заслуги в развитии советского театрального искусства[18]
- Медаль «В память 850-летия Москвы» (1997)

Другие награды, премии, поощрения и общественное признание:
- Премия Московского комсомола (1973)
- Международная премия имени К. Станиславского (1993, Международный фонд К. С. Станиславского)
- Премия мэра Москвы в области литературы и искусства (2000, за спектакли «Пропавший сюжет» и «Перекрёсток» Л. Г. Зорина)
- Лауреат VI Международного театрального фестиваля «Голоса истории» (Вологда) (2001, за роль царя Максимилиана в одноимённой пьесе А. М. Ремизова)
- II Международный театральный фестиваль на Волге под девизом «Он и Она» (Тольятти-Самара) (2001, Гран-при, за спектакль «Перекресток» Л. Г. Зорина)
- IV Международный театральный фестиваль на Волге под девизом «Он и Она» (Тольятти-Самара) (2003, Приз «За лучшую мужскую роль» в спектакле «Пропавший сюжет» Л. Г. Зорина)
- Памятная медаль «150-летие А. П. Чехова» (2010)[19]
- Почётная грамота Московской городской Думы (2010) — за заслуги перед городским сообществом[20].
- IX Фестиваль кино и театра на Амуре «Амурская осень» (Благовещенск) (2011, Приз за лучшую мужскую роль в спектакле «Мордасовские страсти» по Ф. М. Достоевскому)
- Премия зрительских симпатий «Звезда Театрала» в номинации «Легенда сцены» (2012, журнал «Театрал», газета «Новые Известия» и Издательский Дом «Новые Известия»)
- Российская национальная театральная премия «Золотая маска» «За выдающийся вклад в развитие театрального искусства» (2018)[21]
- Магдебургская премия искусств Германии
- Премия «За создание актёрского театра» Фонда имени И. Смоктуновского
- Золотая медаль имени А. Д. Попова.

## Творчество

### Роли в театре

#### Московский драматический театр имени М. Н. Ермоловой
- 1946 — «Старые друзья» Л. А. Малюгина — Шурка Зайцев (ввод в спектакль)
- 1952 — «Достигаев и другие» М. Горького — Тятин
- 1953 — «Гости» Л. Г. Зорина — Сергей Киричев
- 1955 — «В добрый час!» В. С. Розова — десятиклассник Алёшка
- 1956 — «Вечно живые» В. С. Розова — Володя
- 1956 — «Опасный поворот» Дж. Пристли — лорд Гордон Уайтхауз
- «Укрощение укротителя» Дж. Флетчера — Роуланд
- «Последние» М. Горького — Александр Коломийцев
- «Чудаки» М. Горького — Мастаков
- «Двенадцатая ночь» У. Шекспира — шут Фесте
- «Мордасовские страсти» по Ф. М. Достоевскому — князь К.
- «Преступление и наказание» по Ф. М. Достоевскому — Заметов
- «Перед заходом солнца» Г. Гауптмана — Маттиас Клаузен
- «Пушкин» А. П. Глобы — Дантес
- 1957 — «С новым счастьем» М. А. Светлова — Алексей
- 1958 — «Несносный характер» Я. С. Липковича — Костя Жаворонков
- 1960 — «Три товарища» по Э. М. Ремарку — Робби
- 1961 — «Глеб Космачёв» М. Ф. Шатров — Глеб Космачёв
- 1962 — «Суббота, воскресенье, понедельник» Э. Де Филиппо — Аттилио
- 1963 — «Пятна на солнце» Л. И. Митрофанова, Реж. П. Васильев, — Трешкин
- 1964 — «Лес» А. Н. Островского — Буланов
- 1967 — «Бег» М. А. Булгакова — Голубков
- 1968 — «Лейтенант Шмидт» Д. Самойлова, В. Г. Комиссаржевского и И. Маневиса — Пётр Петрович Шмидт
- 1969 — «Бешеные деньги» А. Н. Островского — Васильков
- 1973 — «Дарю тебе жизнь» Д. Н. Валеева — Саттаров
- 1974 — «Играем Стриндберга» Ф. Дюрренматта — Курт
- 1975 — «Звёзды для лейтенанта» Э. Я. Володарского — лётчик Некрасов
- 1980 — «Утиная охота» А. В. Вампилова — Зилов
- 1980 — «Утиная охота — 90» А. В. Вампилова — Кушак
- 1983 — «С трёх до шести» А. Чхеидзе — Авалиани
- 1983 — «Этот странный русский» В. М. Чичкова — Егоров
- «Грамматика любви» по И. А. Бунину — писатель
- 1985 — «Дядя Ваня» А. П. Чехова — Войницкий
- 1990 — «Тайны Шинонского замка» («Лев зимой») Дж. Голдмена — Генри II
- 1992 — «Пропавший сюжет» Л. Г. Зорина — Дорогин
- 1994 — «Союз одиноких сердец» Л. Г. Зорина — Женихов
- 1994 — «Пат, или игра королей» П. Когоута — Франц
- 1998 — «Перекресток» Л. Г. Зорина — Виктор
- 1998 — «Дама с собачкой» А. П. Чехова — Гуров
- 2000 — «Царь Максимилиан» А. М. Ремизова — царь Максимилиан
- 2002 — «Благодарю вас навсегда» Е. А. Евтушенко — д`Артаньян
- 2004 — «Невидимки» Л. Г. Зорина — Иннокентий
- 2006 — «Фотофиниш» П. Устинова — Сэм 80-летний
- 2012 — «Самая большая маленькая драма» Р. Ю. Овчинникова — Никита
- 2013 — «Портрет Дориана Грея» по О. Уайльду — лорд Фермор
- 2014 — «Из пустоты… (Восемь поэтов)» — Иван Бунин
- 2014 — «Это вам не баловство…» — творческий вечер В. Гафта и В. Андреева
- 2016 — «Счастливчики» К. Денниг — главная роль
- 2017 — «Самая большая маленькая драма» — Никита

### Постановкиспектаклей

#### Московский драматический театр имени М. Н. Ермоловой
- 1963 — «Мать своих детей» А. Н. Афиногенова
- 1966, 1974 — «Бал воров» Ж. Ануя
- 1969 — «Моя окраина» Л. П. Сухаревской, Е. Л. Якушкиной
- 1970 — «Разлом» Б. А. Лавренёва
- 1971 — «Золотой мальчик» К. Одетса
- 1971 — «С повинной» Л. И. Митрофанова
- 1971 — «Снега» Ю. П. Чепурина
- 1972 — «Завтра в семь» по роману К. М. Симонову «Живые и мёртвые»
- 1972 — «Не в свои сани не садись» А. Н. Островского
- 1972 — «Старший сын» А. В. Вампилова
- 1973 — «Прошлым летом в Чулимске» А. В. Вампилова
- 1973 — «Дарю тебе жизнь» Д. Н. Валеева
- 1974 — «Играем Стриндберга» Ф. Дюрренматта
- 1975 — «Звёзды для лейтенанта» Э. Я. Володарского
- 1976 — «Белое лето» О. А. Кучкиной
- 1976 — «Черёмуха» В. П. Астафьева
- 1977 — «Стечение обстоятельств» А. В. Вампилова
- 1977 — «Диалоги» Д. Н. Валеева
- 1978 — «Деньги для Марии» по В. Г. Распутину (совместно с Ф. Веригиной)
- 1978 — «Крейцерова соната» по Л. Н. Толстому
- 1979 — «Горное гнездо» Д. Н. Мамина-Сибиряка
- 1980 — «Утиная охота» А. В. Вампилова
- 1980 — «Утиная охота — 90» А. В. Вампилова
- 1981 — «Батальоны просят огня» по Ю. В. Бондареву
- 1981 — «Товарищи-граждане» С. В. Михалкова по рассказам В. М. Шукшина
- 1982 — «Василиса Мелентьева» А. Н. Островского
- 1982 — «В порядке исключения» А. Н. Островского и С. А. Гедеонова
- 1983 — «С трёх до шести» А. Чхеидзе
- 1983 — «Этот странный русский» В. М. Чичкова
- 1984 — «Глубокое синее море» Т. Рэттигана
- 1984 — «На краю бездны» Ф. Дюрренматта
- 1985 — «Дядя Ваня» А. П. Чехова (совместно с И. Судаковой)
- 1990 — «Тайны Шинонского замка» («Лев зимой») Дж. Голдмена
- 1992 — «Пропавший сюжет» Л. Г. Зорина
- 1993 — «Бедность не порок» А. Н. Островского
- 1994 — «Союз одиноких сердец» Л. Г. Зорина
- 1994 — «Пат, или игра королей» П. Когоута
- 1995 — «Нахлебник» И. С. Тургенева
- 1996 — «Измена» Л. Г. Зорина
- 1996 — «Мария Стюарт» Ф. Шиллера
- 1997 — «Битва ангелов» Т. Уильямса
- 1997 — «Грамматика любви» по И. А. Бунину
- 1998 — «Перекресток» Л. Г. Зорина
- 1998 — «Великая Екатерина» Б. Шоу
- 1998 — «Дама с собачкой» А. П. Чехова
- 1999 — «Танго» С. Мрожека
- 2000 — «Велосипед Чингисхана» Р. Эрдурана
- 2003 — «Обманщики» М. Карне, Н. М. Птушкиной
- 2004 — «Невидимки» Л. Г. Зорина
- 2005 — «Странная книга любви…» Ф. Саган
- 2008 — «Исповедь начинающего» А. В. Вампилова

#### Малый театр
- 1978 — «Берег» Ю. В. Бондарева
- 1980 — «Вызов» Г. М. Маркова и Э. Ю. Шима
- 1982 — «Выбор» по Ю. В. Бондареву
- 1986 — «Иван» А. И. Кудрявцева
- 1987 — «Игра» по Ю. В. Бондареву
- 1988 — «Гости» Л. Г. Зорина

#### Зарубежные постановки
- «Разлом» Б. А. Лавренёва (Плевен, Болгария)
- «Яков Богомолов» М. Горького (Магдебург, Германия)
- «Три сестры» А. П. Чехова (Магдебург, Германия)
- «Я — человек» А. Санина (Магдебург, Германия)
- «Дели» М. Горького (Магдебург, Германия)
- «Прошлым летом в Чулимске» А. В. Вампилова (Театр Т. Т. Т. в Тампере, Финляндия)

### Фильмография

#### Роли в кино
- 1954 — Верные друзья — комсомолец
- 1954 — Аттестат зрелости — Юрка, одноклассник
- 1955 — Доброе утро — экскаваторщик Ласточкин
- 1956 — Человек родился — Виталий
- 1957 — Ночной патруль — Алексей Никифоров
- 1959 — Жестокость — Узелков
- 1960 — Мост перейти нельзя — Говард
- 1960 — До будущей весны — Василий
- 1961 — Битва в пути — Володя Бугров
- 1964 — Голубая чашка — эпизод
- 1966 — Сказка о царе Салтане — царь Салтан
- 1968 — Встречи на рассвете — зоотехник Цугрик
- 1968 — Калиф-аист — калиф
- 1971 — Суббота, воскресенье, понедельник (фильм-спектакль) — Аттилио
- 1972 — Теория невероятности (фильм-спектакль) — Алексей Николаевич Аносов
- 1974 — Дарю тебе жизнь (фильм-спектакль) — Саттаров
- 1974 — Лунная соната (фильм-спектакль) — Ермаков
- 1977 — Гонки без финиша — Андрей Тарасович
- 1977 — По страницам «Голубой книги» (фильм-спектакль) — рассказчик «Любовь»
- 1980 — Синдикат-2 — Шешеня
- 1981 — Право руководить
- 1982 — На краю бездны (фильм-спектакль) — Курт
- 1982 — Повесть о молодых супругах (фильм-спектакль) — Никанор Никанорович
- 1983 — Ложь на длинных ногах (фильм-спектакль) — Либеро Инкоронато
- 1983 — Прости меня, Алёша — отец Алёши
- 1984 — Хроника одного лета — Владимир Иванович Колесников
- 1985 — Этот странный русский (фильм-спектакль) — Николай Егоров
- 1985 — Поклонись до земли
- 1987 — Джамайка — Беспалов
- 1987 — Случай из газетной практики — Сергей Михайлович Северцев
- 1988 — Радости земные — ректор
- 1989 — Сувенир для прокурора — Сергей Фёдорович
- 1989 — Чудаки (фильм-спектакль) — Константин Мастаков
- 1992 — Тишина — Мукомолов
- 1992 — Три дня вне закона — Василий Петрович
- 1999 — Ультиматум — Иван Васильевич
- 2000 — Пат, или Игра королей (фильм-спектакль) — Франц
- 2001 — Горе-злосчастье
- 2001 — На полпути в Париж — Матвей Данилов
- 2002 — Стрела любви — Иван Петрович
- 2002 — Улыбка Мелометы — дядя Любаши
- 2003 — Юбилей прокурора — сосед прокурора
- 2006 — Сволочи — Кот в старости
- 2007 — Аферисты — Павел Сергеевич
- 2007 — Срочно в номер (Фильм № 3 «Гнев богини») — директор выставки
- 2007 — Срочно в номер — директор выставки
- 2008 — Принцесса цирка — Павел Федотов
- 2008 — Продолжение следует — Владлен Петров
- 2009 — Мальчик и девочка — Ветеринар
- 2013 — Бульварное кольцо — отец Полины
- 2013 — Самая большая маленькая драма (фильм-спектакль) — Никита
- 2019 — Лев Яшин. Вратарь моей мечты — отец Мишурина

#### Режиссёр
- 1969 — Всегда на марше (фильм-спектакль)
- 1969 — Страницы живые (фильм-спектакль)
- 1971 — Клоун (фильм-спектакль)
- 1972 — Не в свои сани не садись (фильм-спектакль)
- 1974 — Дарю тебе жизнь (фильм-спектакль) (совместно с А. Казьминой)
- 1975 — Прошлым летом в Чулимске (фильм-спектакль) (совместно с А. Казьминой)
- 1977 — Разлом (фильм-спектакль) (совместно с А. Казьминой)
- 1978 — Диалоги (фильм-спектакль) (совместно с А. Казьминой)
- 1979 — Горное гнездо (фильм-спектакль) (совместно с Б. Конуховым)
- 1980 — Берег (фильм-спектакль) (совместно с А. Казьминой)
- 1981 — Вызов (фильм-спектакль) (совместно с В. Бейлисом)
- 1982 — Повесть о молодых супругах (фильм-спектакль) (совместно с В. Бейлисом)
- 1982 — На краю бездны (фильм-спектакль) (совместно с А. Воропаевым)
- 1982 — Василиса Мелентьева (фильм-спектакль) (совместно с А. Воропаевым, С. Фёдоровой)
- 1983 — Ложь на длинных ногах (фильм-спектакль) (совместно с В. Храмовым)
- 1985 — Этот странный русский (фильм-спектакль) (совместно с А. Казьминой)
- 1985 — Деньги для Марии (фильм-спектакль) (совместно с В. Храмовым)
- 1988 — Иван (фильм-спектакль) (совместно с Н. Марусаловой (Иваненковой))
- 1989 — Чудаки (фильм-спектакль) (совместно с В. Давидчуком, Л. Новичевской)
- 2000 — Пат, или Игра королей (фильм-спектакль) (совместно с О. Корвяковым)

#### Сценарист
- 1982 — Повесть о молодых супругах (фильм-спектакль) по мотивам пьесы Е. Л. Шварца

#### Участие в фильмах
- 1997 — Чтобы помнили: Николай Волков. Фильм № 37 серии (документальный)
- 2004 — Фургон комедиантов: Лидия Сухаревская и Борис Тенин (документальный)
- 2005 — Как уходили кумиры: Георгий Вицин (документальный)
- 2007 — Последняя роль Георгия Юматова (документальный)
- 2008 — Моя прекрасная леди: Татьяна Шмыга (документальный)
- 2008 — Люсьена Овчинникова: Жизнь в ожидании любви (документальный)
- 2008 — Вицин, которого мы не знали (документальный)
- 2008 — Александр Вампилов: «Я знаю, я старым не буду…» (документальный)
- 2009 — Другие берега Анастасии Вертинской (документальный)
- 2010 — Наталья Селезнёва: С широко раскрытыми глазами (документальный)
- 2010 — Марина Дюжева: «Я вся такая внезапная, противоречивая…» (документальный)
- 2011 — Ирина Мирошниченко: Откровения (документальный)
- 2011 — Елена Яковлева: ИнтерЛеночка (документальный)
- 2012 — Вспоминая Александра Вампилова (документальный)
- 2013 — Олег Видов: Всадник с головой (документальный)
- 2013 — Игорь Кваша: Против течения (документальный)
- 2013 — Александр Вампилов: Чулимск навсегда (документальный)